# Erik Brann
Rick Davis(11 de agosto de 1950-25 de julio de 2003), conocido como Erik Keith Brann y también como Erik Braunn fue un guitarrista estadounidense del grupo de rock ácido de los años 60  Iron Butterfly. Participó en el mayor éxito de la banda, el tema de 17 minutos In-A-Gadda-Da-Vida (1968), grabado cuando tenía 17 años.

## Biografía
Nativo de Boston, Massachusetts y un violinista, Brann fue aceptado de niño en el programa de la Orquesta Sinfónica de Boston, pero pronto fue atraído para convertirse en guitarrista de rock, uniéndose primero a Paper Fortress y luego a Iron Butterfly a los 17 años. Tocó con Ron Bushy, Lee Dorman y Doug Ingle desde finales de 1967 hasta diciembre de 1969. El primer álbum de esta formación, In-A-Gadda-Da-Vida, vendió más de 30 millones de copias, recibió el primer premio de platino y se mantuvo en las listas de la revista Billboard durante casi tres años. Con la ayuda de Dorman en los arreglos, Brann escribió la canción Termination, que se incluyó en el álbum. También puso la voz principal en el tema.
La minibiografía del álbum, escrita cuando tenía 17 años, habla de una ambición de actor que tuvo una vez, de sus preferencias en cuanto a la ropa y la comida, y de la facilidad con la que los artistas del rock 'n' roll podían organizar encuentros sexuales (normalmente con groupies). Dice así: "Aunque la música siempre ha sido su gran amor, Erik estudió arte dramático y, antes de entrar en Iron Butterfly, su capacidad de actuación le había valido el papel principal en una obra local. ...Erik espera, algún día, continuar en el campo de la actuación. Ahora mismo, sin embargo, su única preocupación es Iron Butterfly, los jerséis de cuello alto, los plátanos y el sexo débil".
En 1970, Brann y el antiguo miembro de Iron Butterfly Darryl DeLoach formaron Flintwhistle. Esta banda actuó en directo durante aproximadamente un año antes de separarse. Entre 1972 y 1973, Brann trabajó únicamente en el estudio en varias maquetas. En 1973, grabó un par de demos con MCA Records que se pueden encontrar en sitios de piratas. Las canciones más destacadas de estas demos incluyen las primeras versiones de "Hard Miseree", "Am I Down" y "Scorching Beauty".
En 1974, un promotor se puso en contacto con él para reformar Iron Butterfly, por lo que se reunió con Ron Bushy para formar una nueva versión del grupo, firmando con MCA. El LP de 1975 Scorching Beauty contaba con Brann en las guitarras y la voz, Bushy en la batería, Philip Taylor Kramer (amigo de Bushy) en el bajo, y el amigo de Erik Howard Reitzes (que trabajaba en una tienda de música frecuentada por Brann) en los teclados. La banda también lanzó Sun and Steel a finales de 1975 con Bill DeMartines sustituyendo a Reitzes en los teclados. Ninguno de los dos álbumes se vendió bien y la banda se disolvió poco después (alrededor del verano de 1977).
Entre 1979 y 1990, Brann se reunió ocasionalmente con Iron Butterfly para dar conciertos. Falleció en 2003 de un paro cardíaco relacionado con un defecto de nacimiento con el que había luchado durante años, y fue el primer miembro de la alineación de In-A-Gadda-Da-Vida en morir, seguido por Lee Dorman, Ron Bushy y Doug Ingle en 2012, 2021 y 2024 respectivamente.

## Discografía

### Iron Butterfly
Álbumes de estudio
- In-A-Gadda-Da-Vida (1968)
- Ball (1969)
- Live (1970)
- Scorching Beauty (1975)
- Sun and Steel (1976)

Álbumes recopilatorios
- Evolution: The Best of Iron Butterfly (1971)
- Star Collection (1973),
- Rare Flight (1988)
- Light & Heavy: The Best of Iron Butterfly (1993)